# Evangelische Gnadenkirche (Bergisch Gladbach)

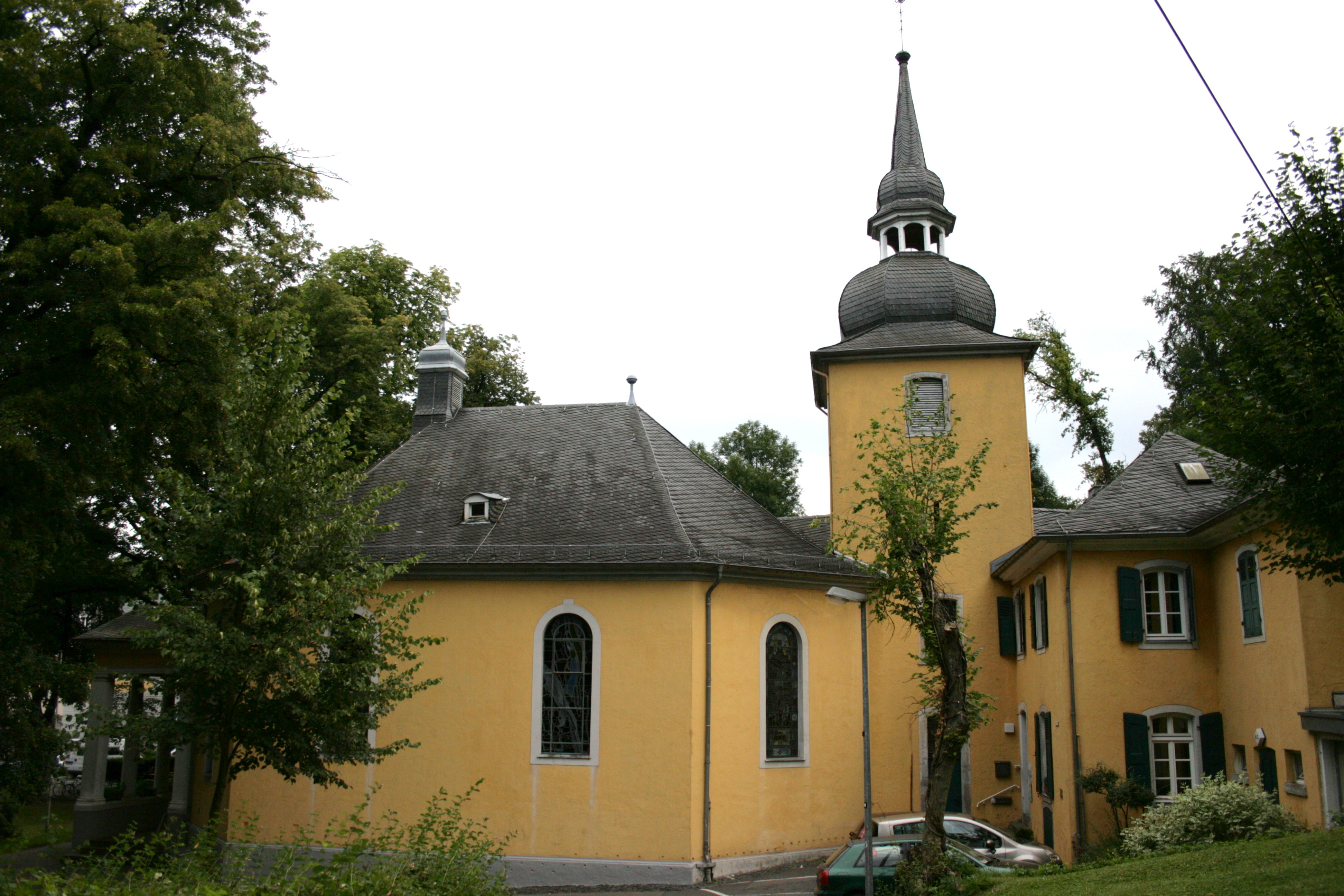
Ev. Gnadenkirche Rückseite mit Pastorat

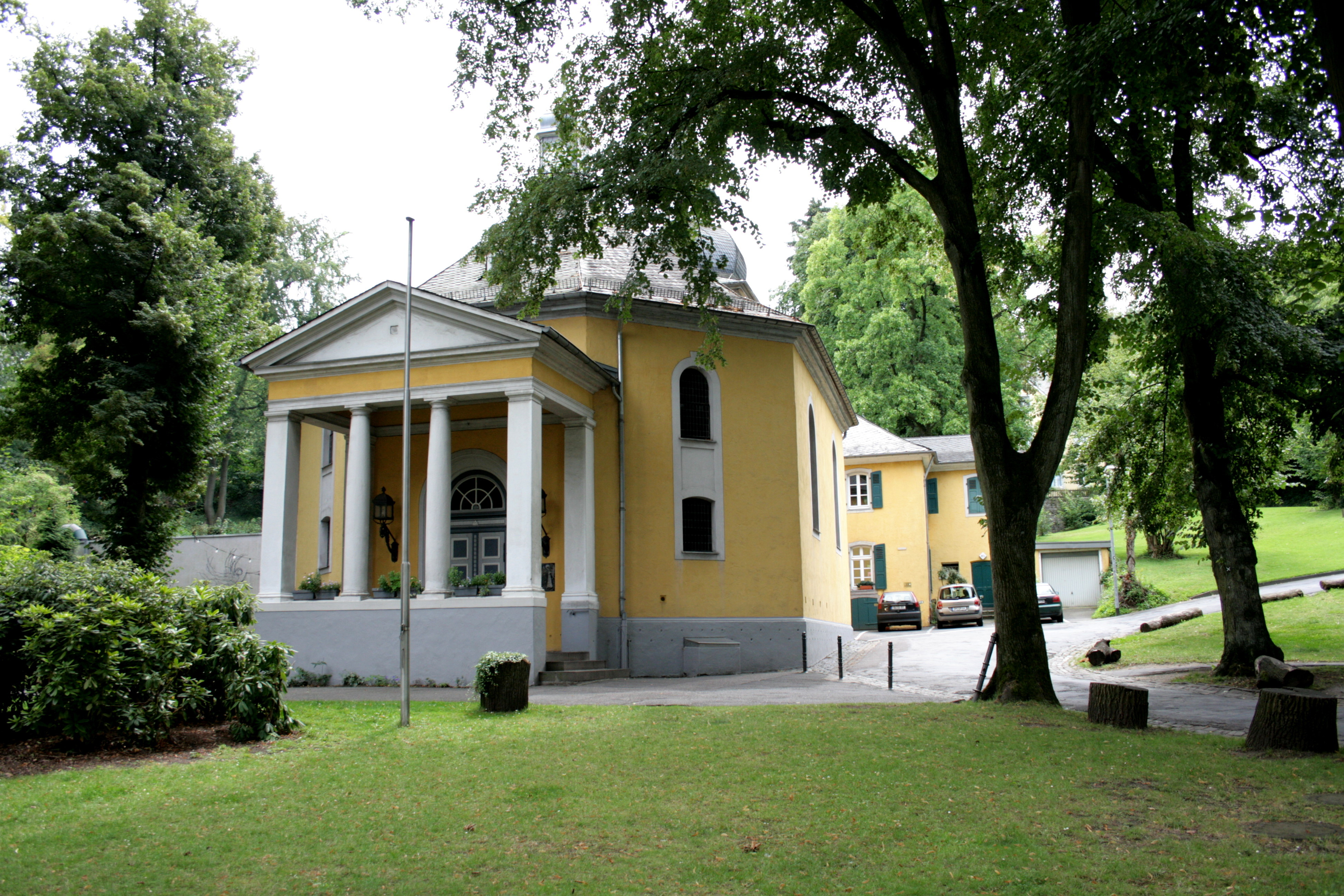
Vorderansicht von der Hauptstraße aus

Die evangelische Gnadenkirche ist ein denkmalgeschütztes Kirchengebäude in Bergisch Gladbach im Rheinisch-Bergischen Kreis (Nordrhein-Westfalen).

## Geschichte und Architektur
Die gelb getünchte Baugruppe ist im Kern ein achteckiger Zentralbau nach holländischem Vorbild. Die landesherrliche Genehmigung von 1775 erlaubte den Reformierten, eine Kirche zu bauen. Diese wurde 1776 nach einem Entwurf von Johann Georg Leydel errichtet. Der rückwärtige Turm unter einer Schweifhaube mit Laterne und das mit ihm verbundene querliegende Pfarrhaus von zwei Geschossen wurden 1788 errichtet. Das ehemalige Pfarrhaus dient derzeit als Gemeindeamt. Im Turmerdgeschoss befindet sich der Chorraum, ursprünglich waren hier Altar, Kanzel und Orgel übereinander angeordnet. Der Zentralbau wurde 1899 unter der Bauleitung von O. March zur Eingangsseite hin gestreckt und mit einem Säulenportikus erweitert. Im Innenraum wurde eine Orgelempore eingebaut; diese und auch die Orgel wurden bei der Restaurierung 1971 bis 1976 erneuert.

## Denkmal
Die Gnadenkirche ist als Denkmal Nr. 27 in der Liste der Baudenkmäler in Bergisch Gladbach eingetragen.

## Ausstattung
- Zwei Buntglasfenster mit den Darstellungen der Geburt und Kreuzigung Christi aus der Zeit um 1400
- Vier Buntglasfenster von W. Buschulte
- Auf dem aufgelassenen Friedhof, neben der Kirche, stehen Grabdenkmäler des 16. bis 19. Jahrhunderts